# Grand Prix de Suisse (contre-la-montre féminin)
Pour les articles homonymes, voir Grand Prix de Suisse.
Le Grand Prix de Suisse est une course contre-la-montre féminine. Elle se déroule traditionnellement en ouverture du contre-la-montre du Tour de Romandie, course homme disputée fin avril en Suisse romande.
Cette course porte aussi le nom Souvenir Magali Pache, du nom de la coureuse cycliste suisse morte en France renversée par une voiture à l'issue d'une course cycliste.

## Palmarès
| Année | Vainqueur            | Deuxième          | Troisième        |
| ----- | -------------------- | ----------------- | ---------------- |
| 2001  | Leontien van Moorsel | Diana Žiliūtė     | Jeannie Longo    |
| 2004  | Oenone Wood          | Lyne Bessette     | Margaret Hemsley |
| 2005  | Karin Thürig         | Christiane Soeder | Nicole Brändli   |
| 2006  | Nicole Cooke         | Priska Doppmann   | Zulfiya Zabirova |
| 2007  | Kristin Armstrong    | Christiane Soeder | Karin Thürig     |
| 2008  | Christiane Soeder    | Kristin Armstrong | Amber Neben      |
| 2009  | Christiane Soeder    | Jeannie Longo     | Emma Pooley      |
| 2010  | Emma Pooley          | Judith Arndt      | Jeannie Longo    |

## Sources
- Programme de l'édition 2010